# NGC 170
NGC 170 ist eine elliptische Zwerggalaxie vom Hubble-Typ E/S0 im Sternbild Walfisch südlich der Ekliptik. Sie ist schätzungsweise 195 Millionen Lichtjahre von der Milchstraße entfernt und hat einen Durchmesser von etwa 35.000 Lj. 

Im selben Himmelsareal befinden sich u. a. die Galaxien NGC 164, NGC 173, NGC 182, IC 40.
Das Objekt wurde am 3. November 1863 von dem deutschen Astronomen Albert Marth entdeckt.